# Liste der Monuments historiques in Saint-Léomer
Die Liste der Monuments historiques in Saint-Léomer führt die Monuments historiques in der französischen Gemeinde Saint-Léomer auf.

## Liste der Bauwerke
| Bezeichnung                 | Beschreibung | Standort         | Kennzeichnung | Schutzstatus | Datum | Bild |
| --------------------------- | ------------ | ---------------- | ------------- | ------------ | ----- | ---- |
| Gallo-römische Ausgrabungen |              | Le Chiron (Lage) | PA00105699    | Classé       | 1973  |      |

## Liste der Objekte
- Monuments historiques (Objekte) in Saint-Léomer in der Base Palissy des französischen Kultusministeriums